# K-Werks
K-Werks är ett svenskt independentskivbolag baserat i Stockholm. Bolaget startades av DataFork år 2002 för att ge ut egen musik. Kort därefter började även flera andra artister att ge ut sin musik på bolaget, idag märks bland andra de framgångsrika rapparna Adam Tensta och Ayesha.

## Artister[2]
- Adam Tensta
- ASSID
- Ayesha
- DataFork
- OAO
- Kid In The Air
- Daltone